# Greg Biffle
Gregory Jack Biffle (* 23. Dezember 1969 in Vancouver, Washington) ist ein US-amerikanischer NASCAR-Rennfahrer. Er fährt derzeit in der NASCAR Gander RV & Outdoors Truck Series einen Toyota Tundra mit der Startnummer 16 für Kyle Busch Racing.

## Karriere
Biffle begann seine Rennfahrer-Karriere im Jahr 1990 bei Veranstaltungen der Skip Barber Racing School. 1993 wurde er Dritter in der Gesamtwertung der Barber Pro Series. Im darauffolgenden Jahr wechselte er nach Europa und fuhr in der Formel-Opel-Lotus. 1995 war er in der Britischen Formel-3-Meisterschaft aktiv. Im Jahr 1996 erweckte er erstmals das Interesse der amerikanischen Medien, als er an der Winter Heat Series teilnahm, die auf dem amerikanischen Fernsehsender ESPN2 ausgestrahlt wurde. Der zum damaligen Zeitpunkt als Fernseh-Kommentator tätige Ex-Cup-Champion Benny Parsons erkannte das Talent von Biffle und berichtete es dem NASCAR-Teambesitzer Jack Roush. Parsons sagte Roush, dass er Biffle als Fahrer einstellen sollte, da er seiner Meinung nach einer der besten Fahrer der Zukunft werden könnte. Roush gab Biffle daraufhin einen Vertrag für die Craftsman Truck Series der Saison 1998.

### Craftsman Truck Series
Biffle überzeugte in der Craftsman Truck Series auf Anhieb. Bereits in seinem ersten Rennen am 18. Januar 1998 auf dem Walt Disney World Speedway kam er auf dem fünften Platz ins Ziel. Im Laufe der Saison, die insgesamt 27 Rennen lang war, gelang es ihm noch sieben Mal seinen Wagen in die Top 5 zu fahren. Zwölfmal kam er in den Top 10 ins Ziel. Er beendete die Saison als Achter der Gesamtwertung und wurde als Rookie of the Year ausgezeichnet. 1999 gewann Biffle neun der 27 Rennen, jedoch hatte er auch einige schwächere Rennen, so dass er sich im Kampf um den Titel am Ende knapp Jack Sprague geschlagen geben musste. Im Jahr 2000 kam er, abgesehen von einem Rennen, in dem er ausfiel, immer mindestens auf dem 14. Platz ins Ziel, fünfmal gewann er. Dies reichte, um den Titel zu gewinnen. In der Saison 2001, dem Jahr nach seinem Titelgewinn, fuhr nur noch vier Rennen in der Craftsman Truck Series, von denen er zwei gewann.

### Busch Series/Nationwide Series
In der Saison 2001 war Biffle erstmals als Vollzeitfahrer in der Busch Grand National Series, der heutigen Nationwide Series, tätig. Er pilotierte den Ford mit der Startnummer 60, der von Roush Racing eingesetzt wurde. Bereits 1996 war er in der Busch Grand National Series aktiv, allerdings bestritt er nur zwei Rennen in einem Wagen, der nicht konkurrenzfähig war. Die Saison 2001 war somit die erste Busch-Grand-National-Series-Saison, in der er ein siegfähiges Auto hatte. Dies bewies er auch, indem er fünf Rennen gewann. 21 Mal kam er in die Top 10. Damit war er bester Rookie und gewann wie auch schon drei Jahre zuvor in der Craftsman Truck Series den Rookie of the Year Award. In der Gesamtwertung stand er am Saisonende auf Platz vier. Die Saison 2002 bescherte Biffle einen weiteren NASCAR-Titel. Mit vier Siegen und 25 Top-10-Platzierungen gewann er überlegen den Titel. Biffle ist der erste Fahrer, dem es gelang, sowohl in der Craftsman Truck Series als auch in der Busch Grand National Series den Meistertitel zu gewinnen.
Für die Saison 2003 erhielt Biffle einen Platz als Vollzeitfahrer im Winston Cup, der von 2004 bis 2007 Nextel Cup hieß und seit 2008 Sprint Cup heißt. Trotz seines Engagements in der höchsten Division der NASCAR nahm er noch an einigen Rennen der Busch Series teil. Sein Hauptaugenmerk richtet er fortan jedoch auf die höchste Division der NASCAR. In der Busch Series Saison 2004 hatte Biffle erneut eine Chance den Titel zu gewinnen. Er gewann fünf Rennen und beendete 21 Rennen in den Top 10. In der Gesamtwertung belegte er am Saisonende den dritten Platz hinter Kyle Busch und Martin Truex junior. Auch in den Jahren 2005, 2006 und 2007 fuhr Biffle regelmäßig in der Busch Series und erzielte dabei gute Ergebnisse. 2005 wurde er Zehnter der Gesamtwertung, 2006 und 2007 Neunter der Gesamtwertung. Wie auch in den Vorjahren nahm Biffle auch in der Saison 2008 nur an ausgewählten Rennen teil. Hauptsächlich bestritt er diese in der Startnummer 16 von Roush Fenway Racing.

### Winston Cup/Nextel Cup/Sprint Cup

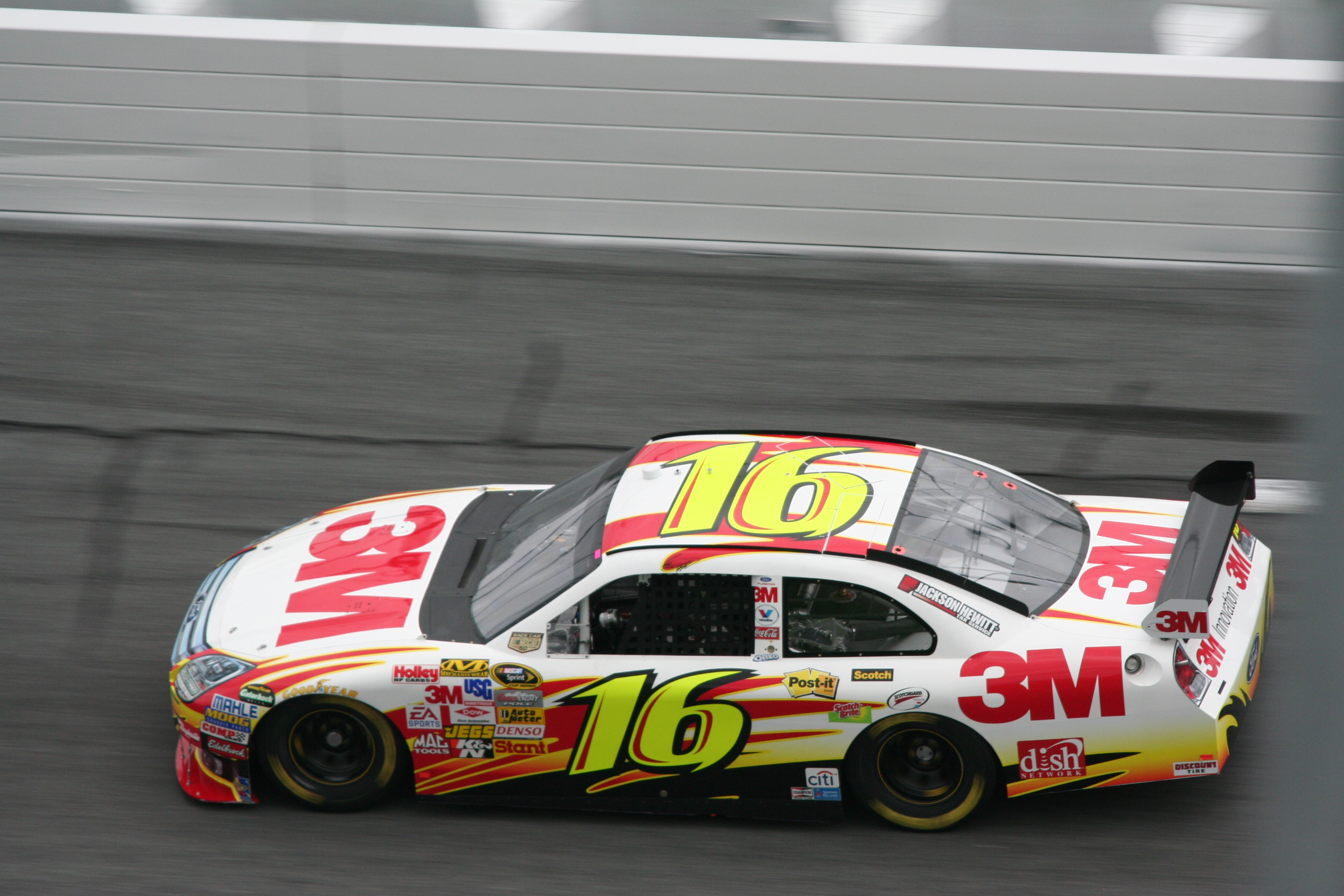
Biffle in der Saison 2008

In der Saison 2003 war Biffle erstmals als ein Vollzeitfahrer in der höchsten Division der NASCAR, dem damaligen Winston Cup, aktiv. Auch in der höchsten Division fuhr er noch für das Team von Jack Roush, der ihm einst die Chance gab in der Craftsman Truck Series als Vollzeitfahrer einzusteigen. Biffle fuhr einen Ford mit der Startnummer 16, der von Grainger gesponsert wurde. Anfangs lief es noch nicht ganz nach seinen Vorstellungen. In den ersten 16 Rennen der Saison brachte er seinen Wagen nur einmal in die Top 10. Im 17. Saisonrennen, dem Pepsi 400, welches am 5. Juli 2003 auf dem Daytona International Speedway stattfand, gewann Biffle erstmals im Winston Cup. Im weiteren Verlauf der Saison kam Biffle noch einmal in die Top 5 und viermal in die Top 10. Er beendete die Saison als 20. der Gesamtwertung. Für den Rookie of the Year Award, den er in seiner ersten Vollzeitsaison in der Craftsman Truck Series und Busch Grand National Series gewann, reichte es jedoch nicht. Die Saison 2004 lief bereits deutlich besser für Biffle. Im Laufe der Saison verbesserte er sich stetig. Er gewann zwei Rennen und kam achtmal in die Top 10. Dies reichte zu Platz 17 der Gesamtwertung.
In der Saison 2005 gelang Biffle endgültig der Durchbruch in der Cup-Series. Er gewann sechsmal, kam 15 Mal in die Top 5 und 21 Mal in die Top 10. Er beendete die Saison punktgleich mit seinem Teamkollegen Carl Edwards mit nur 35 Punkten Rückstand auf den Meister Tony Stewart auf Platz zwei der Gesamtwertung. Jeder erwartete daraufhin, dass Biffle auch in der Saison 2006 wieder um den Titel mitfahren würde. Doch Biffle hatte beträchtliche Schwierigkeiten, an die Leistungen des Vorjahres anzuknüpfen. Er gewann nur zwei Rennen und kam 15 Mal in die Top 10. Seine Leistung reicht nicht einmal, um in den Chase for the Nextel Cup zu kommen. Er beendete die Saison auf Platz 13 der Gesamtwertung. Auch die Saison 2007 brachte keine Besserung. Biffle gewann nur noch ein Rennen und kam 11 Mal in die Top 10. In der Gesamtwertung belegte er am Saisonende den 14. Rang.
Die Saison 2008 begann für Biffle überraschend gut. Vier der ersten fünf Rennen konnte er in den Top 10 beenden. Im weiteren Verlauf hielten sich Top-10-Platzierungen und vergleichsweise schlechte Platzierungen außerhalb der Top 15 die Waage, so dass Biffle auf Platz neun in den Chase for the Sprint Cup einzog. Dort sicherte er sich den Sieg im ersten Rennen, dem Sylvania 300 auf dem New Hampshire Motor Speedway.

## Persönliches
Biffle ist ein passionierter Angler. Er liebt Tiefseefischen in Mexiko. Zudem war er Besitzer einer Kneipe in seiner Heimatstadt Vancouver, Washington. Am 17. Oktober 2007 heiratete er in South Carolina seine langjährige Lebensgefährtin Nicole Lunders. Er lebt mit ihr zusammen in Mooresville, North Carolina.
Biffle hatte einen Gastauftritt in der Episode  On Your Marks, Get Set, Mow der Fernsehserie Yes, Dear.

### Greg Biffle Foundation
Greg Biffle hat eine eigene Stiftung gegründet, die von seiner Frau Nicole verwaltet wird. Das Hauptziel dieser Stiftung ist es, die Menschen darauf aufmerksam zu machen, dass viele ihre Haustiere falsch behandeln. Greg und Nicole Biffle besitzen selbst mehrere Haustiere.

## Siege

### Sprint Cup
2010
- Sunoco Red Cross Pennsylvania 500 (Pocono)
- Price Chopper 400 (Kansas)

2008
- Sylvania 300 (Loudon)
- Camping World RV 400 (Dover)

2007
- Lifelock 400 (Kansas)

2006
- Dodge Charger 500 (Darlington)
- Ford 400 (Homestead)

2005
- Auto Club 500 (Fontana)
- Samsung/Radio Shack 500 (Texas)
- Dodge Charger 500 (Darlington)
- MBNA RacePoints 400 (Dover)
- Batman Begins 400 (Michigan)
- Ford 400 (Homestead)

2004
- GFS Marketplace 400 (Michigan)
- Ford 400 (Homestead)

2003
- Pepsi 400 (Daytona)

### Nationwide Series
2009
- Sam’s Town 300 (Las Vegas)
- Bashas’ Supermarkets 200 (Phoenix)

2006
- Stater Brothers 300 (Fontana)

2005
- Bashas’ Supermarkets 200 (Phoenix)

2004
- Diamond Hill Plywood 200 (Darlington)
- Stater Brothers 300 (Fontana)
- MBNA America 200 (Dover)
- Goulds Pumps/ITT Industries 250 (Pikes Peak)
- Target House 300 (Fontana)

2003
- Little Trees 300 (Concord)
- Nicorette 300 (Atlanta)

2002
- MBNA Platinum 200 (Dover)
- GNC Live Well 250 (Milwaukee)
- Charter Pipeline 250 (Madison)
- Kroger 200 (Clermont)

2001
- Pepsi 300 (Nashville)
- Nazareth 200 (Nazareth)
- GNC Live Well 250 (Milwaukee)
- Little Trees 300 (Charlotte)
- Outback Steakhouse 200 (Phoenix)

### Craftsman Truck Series
2001
- Chevy Silverado 200 (Nazareth)
- Chevy Silverado 150 (Phoenix)

2000
- Grainger.com 200 (Pikes Peak)
- Pronto Auto Parts 400K (Fort Worth)
- Kroger 225 (Kentucky)
- Bully Hill Vineyards 150 (Watkins Glen)
- Michigan 200 (Michigan)

1999
- Memphis 200 (Memphis)
- Grainger Industrial Supply 225K (Portland)
- DieHard 200 (Milwaukee)
- NAPA Autocare 200 (Nazareth)
- goracing.com 200 (Michigan)
- Power Stroke 200 (Clermont)
- Ram Tough 200 (Madison)
- Virginia Is For Lovers 200 (Richmond)
- The Orleans 250 (Las Vegas)